# Giovanni Domenico Sala
Giovanni Domenico Sala (Padova, 1579 – Padova, 1º marzo 1644) è stato un medico e nutrizionista italiano cittadino della Repubblica di Venezia.

## Biografia
Nato nel 1579 a Padova, Sala fu professore di teoria della medicina presso la locale università dal 1607 fino alla sua morte. Qui fu, tra l'altro, il maestro di Thomas Bartholin e Thomas Browne.
Il suo libro di testo sulla metodologia medica, Ars medica, pubblicato per la prima volta nel 1614, vide diverse edizioni. Nel 1628 pubblicò i Prolegomena sulla natura della medicina, che dedicò al collega danese Johan Rode (o Rhode).
Sempre del 1628 fu la sua prima opera sulla scienza della nutrizione, De alimentis, una sorta di storia naturale del cibo, unita a ricette e consigli per una dieta sana.
Morì nel 1644 a Padova.

## Opere
- Ars medica Io. Dominici Sala patavini primi theorici extr in qva methodvs et praecepta omnia medicinae curatricis & conseruatricis explicantur, Padova 1614; Padova 1641, 1659; Venezia 1620.
- De natura medicinae libellus ... in quo prolegomena explicantur, Padova 1628.
- De alimentis et eorum recta administratione, Padova, Martino 1628.